# Función flecha
En matemáticas, y en concreto en la teoría de categorías, se observa que los funtores, en tanto funciones generalizadas que parten de una categoría de origen a otra categoría de llegada, deben tener prevista una imagen para cada objeto de la categoría origen en cuestión y también una imagen para cada flecha de la misma. Cuando hablamos de función flecha nos referimos a la parte del funtor que atañe a las flechas, la que nos lleva flechas de la categoría origen a flechas de la categoría de llegada. 